# Bureå församling
Bureå församling är en församling i Skellefte kontrakt i Luleå stift. Församlingen ligger i Skellefteå kommun i Västerbottens län.
Församlingen utgör ett eget pastorat.

## Administrativ historik
Församlingen bildades genom utbrytning ur Skellefteå landsförsamling 1922.
Församlingen var till 1 maj 1924 annexförsamling i pastoratet Skellefteå landsförsamling och Bureå, för att därefter utgöra ett eget pastorat.

## Kyrkor
- Bureå kyrka